# Rückschlagspiel
Ein Rückschlagspiel ist eine Ballsportart, bei der zwei Spieler, Doppel oder Teams einen Ball unter Einhaltung bestimmter Regeln zum Gegner spielen und dabei versuchen, den Gegner bei der Annahme oder Rückgabe zu Fehlern zu zwingen. Fehler einer Partei führen zu Punkten der anderen Partei und/oder geben dieser das Aufschlagrecht.

## Gattungen
Spiele, die nicht wettkampfmäßig betrieben werden, sind im Folgenden in kursiver Schrift gelistet.

### Netz-Ballspiele
Jede Partei versucht, den Ball durch Schlagen, Treten, Werfen oder Köpfen so in die gegnerische Spielfeld-Hälfte zu befördern, dass der Gegner ihn nicht regelgerecht zurückbefördern kann. Zur Unterteilung des Spielfelds kann an Stelle eines Netzes auch eine Schnur, eine Bank, eine Linie oder eine neutrale Zone dienen. Zu den Netz-Ballspielen gehören:
- Badminton
  - Beachminton
  - Crossminton
- Ball über/unter die Schnur
- Bossaball
- Faustball
- Federfußball
- Footvolley
- Fußballtennis
  - Schnürles
- Headis
- Indiaca
- Jeu de Paume
- Kaatsen
  - Belgisches Kaatsen
  - Friesisches Kaatsen
- Paddle-Tennis
- Padel
- Pickleball
- Prellball
- Ringtennis
- Roundnet
- Sepak Takraw
- Tamburello
  - TamBeach
  - Trommelball
- Tennis
  - Beachtennis
  - Speckbrett
- Teqball, Teqvoly
- Tischtennis
- Volleyball
  - Beachvolleyball
- Volleyclub

### Wand-Ballspiele
Hier nutzen alle Spieler das Spielfeld gemeinsam. Der Spielball wird abwechselnd gegen (mindestens) eine Wand gespielt, so dass er ins Spielfeld zurückprallt. Zu den Wand-Ballspielen gehören:
- Court Handball
  - American Handball
  - Gaelic Handball
- Fives
  - Eton Fives
  - Rugby Fives
- Jeu de Paume
- Pelota vasca
  - Jai Alai
- Rackets
- Racquetball
- Ricochet
- Squash

### Kombination
Eine Kombination aus Netz- und Wand-Ballspielen ist der Vierkampf aus Tischtennis, Badminton, Squash und Tennis (in dieser Reihenfolge!):
- Racketlon

### Varianten im Behindertensport
- Flugball
- Rollstuhlbadminton
- Rollstuhltennis
- Rollstuhltischtennis
- Sitzball
- Sitzvolleyball